# Victor Grignard
François Auguste Victor Grignard (6 tháng 5 năm 1871 tại Cherbourg - ngày 13 tháng 12 năm 1935 tại Lyon) là một nhà hóa học người Pháp. Ông được trao Giải Nobel Hóa học năm 1912 "được trao giải thưởng vì đã khám phá ra tác chất Grignard, nhờ đó cho phép những bước tiến vượt bậc trong ngành hóa học hữu cơ.
Victor Grignard là con trai của một nhà sản xuất buồm. Sau khi nghiên cứu toán học tại Lyon, ông chuyển qua học hóa học và phát hiện ra phản ứng tổng hợp mang tên ông (Phản ứng Grignard) vào năm 1900. Ông trở thành một giáo sư tại Đại học Nancy trong năm 1910 và đã được trao giải Nobel Hóa học năm 1912. Trong Thế chiến I, ông nghiên cứu các tác nhân chiến tranh hóa học, đặc biệt là sản xuất Phosgene và phát hiện khí mù tạt. Đối tác của ông về phía Đức đã giành giải thưởng Nobel hóa học, Fritz Haber.